# Banque Hervet
 (décembre 2016).
Si vous disposez d'ouvrages ou d'articles de référence ou si vous connaissez des sites web de qualité traitant du thème abordé ici, merci de compléter l'article en donnant les références utiles à sa vérifiabilité et en les liant à la section « Notes et références ».
La Banque Hervet était une banque établie à Bourges ayant existé entre 1830 et 2008 .

## Histoire
Cette banque familiale trouve son origine dans la banque Grenouillet & Cie. Elle a été créée en 1830 par Antoine Grenouillet. Membre d'une puissante dynastie de maîtres de forges, il transmit ensuite son pouvoir à son neveu Ludovic Grenouillet (son arrière-petit-fils, Jean d'Almont, général, officier de cavalerie, épousa la princesse Xénia Orlov, nièce du tsar Nicolas II).
Ludovic Grenouillet s'associa plus tard avec d'autres membres de la famille Grenouillet, maîtres de forges la plupart du temps, comme les Domont et Alphonse Bureau (1814-1893). Ce dernier transmit l'établissement bancaire à un neveu de sa femme, Albert Hervet (1851-1927), qui lui donna son nom. Lui succéderont son fils Henri Hervet (1891-1971) puis Georges Hervet, avant que la banque soit nationalisée en 1982 puis rachetée en 2001 par le Crédit commercial de France, alors filiale du groupe britannique HSBC pour un montant de 3,471 milliards de francs .
En 2005, elle devient HSBC Hervet, avant d'être absorbée par sa maison-mère HSBC France en 2008 .
Son siège social était situé jusqu'au début des années 2000 au 127 avenue Charles-de-Gaulle, à Neuilly-sur-Seine, avant son déménagement à Nanterre. L'immeuble avait été dessiné en 1975 par l'architecte Emmanuel Bernadac, du cabinet Lesné-Bernadac.